# Цибър (буксир-тральщик, 1944—1945)
Буксир-тральщик «Цибър» (болг. миночистачен кораб-влекач «Цибър») — один из тральщиков военно-морского флота Болгарии во время второй мировой войны.

## История
Буксир «Sandra» был построен в 1906 году в Германской империи.
После того, как правительство Болгарии ратифицировало принятую в 1921 году в Париже «Конвенцию об окончательном статусе реки Дунай», в соответствии с законом от 27 декабря 1922 года оно начало создание службы обеспечения судоходства на выделенном стране участке Дуная (управление службы было открыто в порту Русе).
Для создаваемой службы в 1924 году в Румынии был куплен буксир «Sandra» (в то время находившийся в порту Браила), который получил новое название — «Цибър» (в честь селения Горни Цибър на реке Цибрица), включён в состав Болгарского речного пароходства и базировался в порту города Русе.
После присоединения Болгарии к Антигитлеровской коалиции в сентябре 1944 года, буксир был мобилизован в состав военно-морского флота и переоборудован в катер-тральщик.
С января до сентября 1945 года «Цибър» принимал активное участие в разминировании русла реки Дунай — он протралил свыше 4000 миль, а кроме того, действовал в качестве буксира, выполнял сопровождение других кораблей и доставлял грузы. В это время на судне находился смешанный болгарско-советский экипаж, которым командовал мичман II ранга Иван Бодев — из прежней команды буксира «Цибър», пополненной людьми из команды болгарского портового буксира «Васил Левский» (оставленного в порту Русе по причине неисправности), а также советскими военнослужащими из Дунайской военной флотилии.
В дальнейшем, «Цибър» был демобилизован, возвращён в состав Болгарского речного пароходства и продолжил работу в качестве буксира.

## Описание
Корабль представлял собой 106-тонный паровой однотрубный буксир с металлическим корпусом, оснащённый контактным тралом.

## Память
В честь буксира-тральщика «Цибър» были позднее названы два других корабля военно-морского флота Болгарии:
- тральщик «Цибър» (миночистач «Цибър») — 244-тонный советский базовый тральщик проекта 257Д, принятый на вооружение в 1970 году и исключённый из состава флота в 2004 году[1]
- тральщик «Цибър» (минен ловец «Цибър») — 528-тонный тральщик класса «Tripartite» 1987—1989 гг. постройки (бывший тральщик M922 «Myosotis» военно-морских сил Бельгии, в 2004 году принятый на вооружение болгарского флота).